# 多齿雪白委陵菜
多齿雪白委陵菜（学名：Potentilla nivea var. elongata）为蔷薇科委陵菜属下的一个变种。

## 扩展阅读
- 維基物種上的相關：多齿雪白委陵菜